# Anthony Collins (compositeur)
Pour les articles homonymes, voir Anthony Collins (homonymie) et Collins.

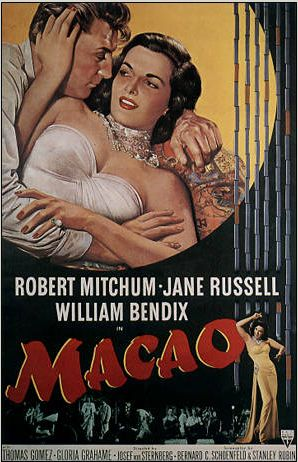
Le Paradis des mauvais garçons (1952) :
Poster promotionnel

Anthony (Vincent Benedictus) Collins est un compositeur et chef d'orchestre anglais, né le 3 septembre 1893 à Hastings (Sussex de l'Est, Angleterre), mort le 11 décembre 1963 à Los Angeles (Californie).

## Biographie
Au début des années 1920, Anthony Collins étudie la composition (avec Gustav Holst) et le violon à la Royal Academy of Music de Londres. De 1926 à 1936, il est premier alto de l'orchestre symphonique de Londres, qu'il dirige pour la première fois en 1938, dans la 1re symphonie d'Edward Elgar. Il laisse plusieurs témoignages discographiques comme chef d'orchestre (notamment de la musique d'Elgar, "Une nuit sur le Mont-Chauve" de Moussorgski avec le Royal Philharmonia Orchestra (Club National du Disque - CND 566). Il reste surtout connu pour son intégrale des symphonies de Jean Sibelius, réalisée chez Decca de 1952 à 1955.
Pour le cinéma, il compose les musiques de vingt-six films britanniques ou américains, le premier étant La Reine Victoria d'Herbert Wilcox (avec Anna Neagle dans le rôle-titre et Anton Walbrook), sorti en 1937. Il collabore à plusieurs reprises avec Herbert Wilcox (souvent sur des films ayant Anna Neagle, épouse du réalisateur, comme vedette), notamment pour son premier film américain sorti en 1939, Edith Cavell (avec l'actrice dans le rôle-titre et George Sanders), ou encore pour Odette, agent S 23 (1950, avec également Trevor Howard et Marius Goring).
Son deuxième film américain est Le Premier Rebelle de William A. Seiter (1939, avec Claire Trevor et John Wayne). Un autre de ses films notables est Le Paradis des mauvais garçons de Josef von Sternberg (1952, avec Robert Mitchum et Jane Russell).
Sa dernière composition originale au cinéma est pour le film mexicain Les Aventures de Robinson Crusoé de Luis Buñuel (avec Dan O'Herlihy dans le rôle-titre), sorti en 1954.
Trois de ses films américains — dont Edith Cavell pré-cité — lui valent au début des années 1940 autant de nominations à l'Oscar de la meilleure musique de film (voir détails ci-dessous).
Comme compositeur « classique », on lui doit entre autres des pièces de musique légère, deux concertos pour violon, deux symphonies pour cordes, de la musique de chambre, des mélodies et quatre opéras brefs.
Installé aux États-Unis, Anthony Collins meurt à Los Angeles en 1963.

## Musiques de films (sélection)
- 1937 : La Reine Victoria (Victoria the Great) de Herbert Wilcox
- 1937 : The Rat de Jack Raymond
- 1938 : Soixante années de gloire (Sixty Glorious Years) de Herbert Wilcox
- 1938 : A Royal Divorce de Jack Raymond
- 1939 : Edith Cavell (Nurse Edith Cavell) de Herbert Wilcox
- 1939 : Le Premier Rebelle (Allegheny Uprising) de William A. Seiter
- 1940 : Irène (Irene) de Herbert Wilcox
- 1940 : Tom Brown étudiant (Tom Brown's School Days) de Robert Stevenson
- 1940 : Le Robinson suisse (Swiss Family Robinson)
- 1940 : No, No, Nanette de Herbert Wilcox
- 1941 : Mardi gras (Sunny) de Herbert Wilcox
- 1943 : Around the World d'Allan Dwan
- 1943 : Destroyer de William A. Seiter
- 1943 : Et la vie recommence (Forever and a Day) d'Edmund Goulding et autres
- 1945 : I Live in Grosvenor Square de Herbert Wilcox
- 1946 : Picadilly Incident de Herbert Wilcox
- 1947 : The Fabulous Texan (en) d'Edward Ludwig
- 1947 : Mésalliance (The Courtneys of Curzon Street) de Herbert Wilcox
- 1950 : Odette, agent S 23 (Odette) de Herbert Wilcox
- 1951 : The Lady with a Lamp de Herbert Wilcox
- 1952 : Derby Day d'Herbert Wilcox
- 1952 : Le Paradis des mauvais garçons (Macao) de Josef von Sternberg
- 1952 : L'Affaire Manderson (Trent's Last Case) de Herbert Wilcox
- 1953 : Tropique du désir (Laughing Anne) de Herbert Wilcox
- 1954 : Les Aventures de Robinson Crusoé (Robinson Crusoe) de Luis Buñuel

## Autres compositions (sélection)
- 1932 : The Lay of Rosabelle, cantate pour baryton, chœurs et orchestre
- 1938 : Eira, suite pour orchestre
- 1939 : Louis XV Silhouettes, suite pour orchestre
- 1940 : Symphonie n° 1 pour cordes
- 1944 : Romney Marsh pour alto et orchestre
- 1950 : Symphonie n° 2 pour cordes ; The Song of Odette, poème symphonique (d'après la musique du film Odette, agent S 23 pré-cité)
- 1952 : Vanity Fair, pièce pour orchestre
- 1956 : Festival Royal Overture pour orchestre

## Distinctions
- Trois nominations à l'Oscar de la meilleure musique de film :
  - En 1940, catégorie meilleure partition originale, pour Edith Cavell ;
  - En 1941, catégorie meilleure adaptation musicale, pour Irène ;
  - Et en 1942, catégorie meilleure partition pour un film musical, pour Mardi gras.